# كارل هوفلاند
كارل هوفلاند (بالإنجليزية: Carl Hovland)‏ هو أستاذ جامعي وعالم نفس أمريكي، ولد في 12 يونيو 1912 في شيكاغو في الولايات المتحدة، وتوفي في 16 أبريل 1961 في نيو هيفن في الولايات المتحدة بسبب غرق.

## وصلات خارجية
- كارل هوفلاند على موقع الموسوعة البريطانية (الإنجليزية)